# Dorfkirche Schkopau

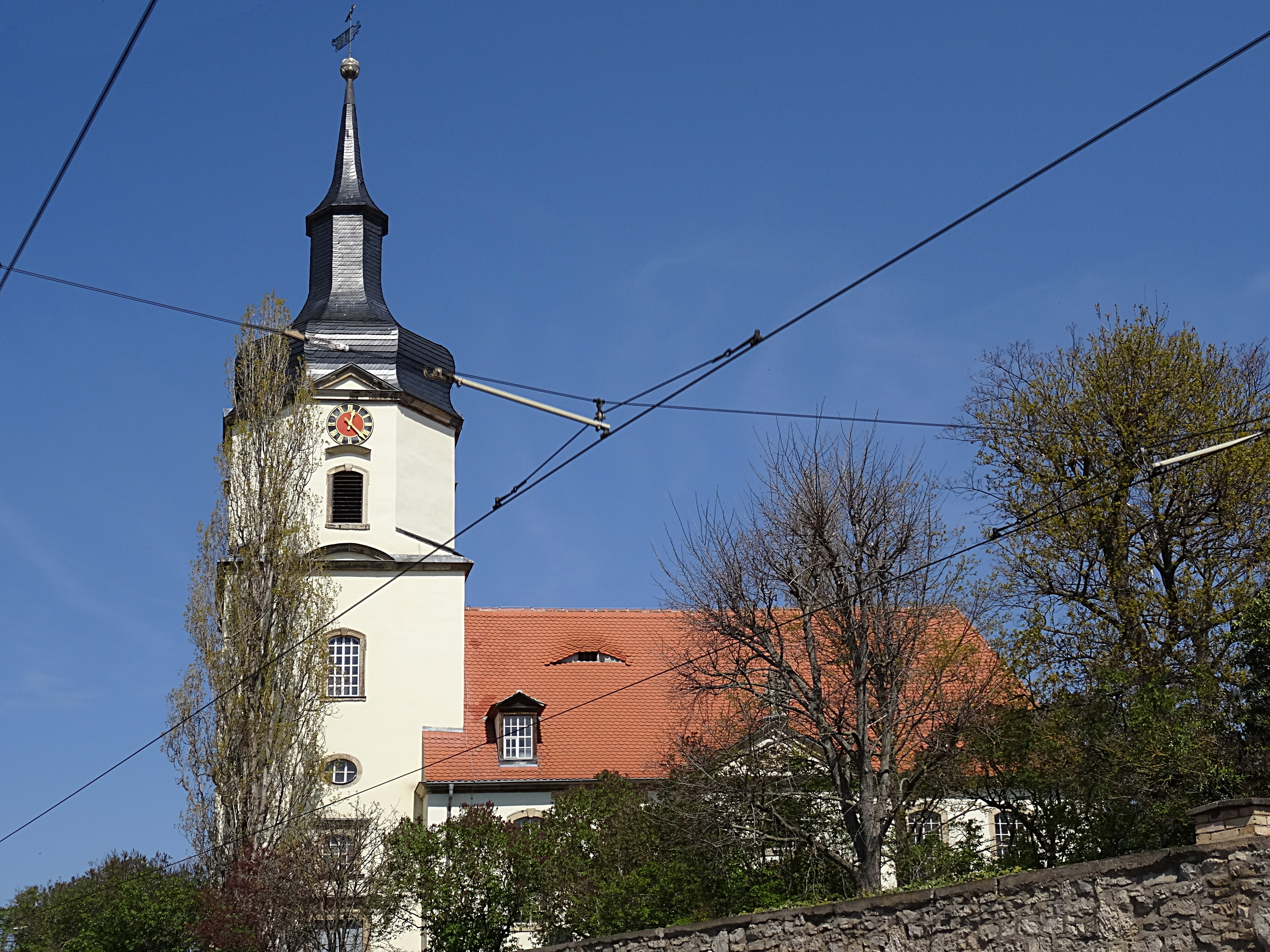
Dorfkirche Schkopau

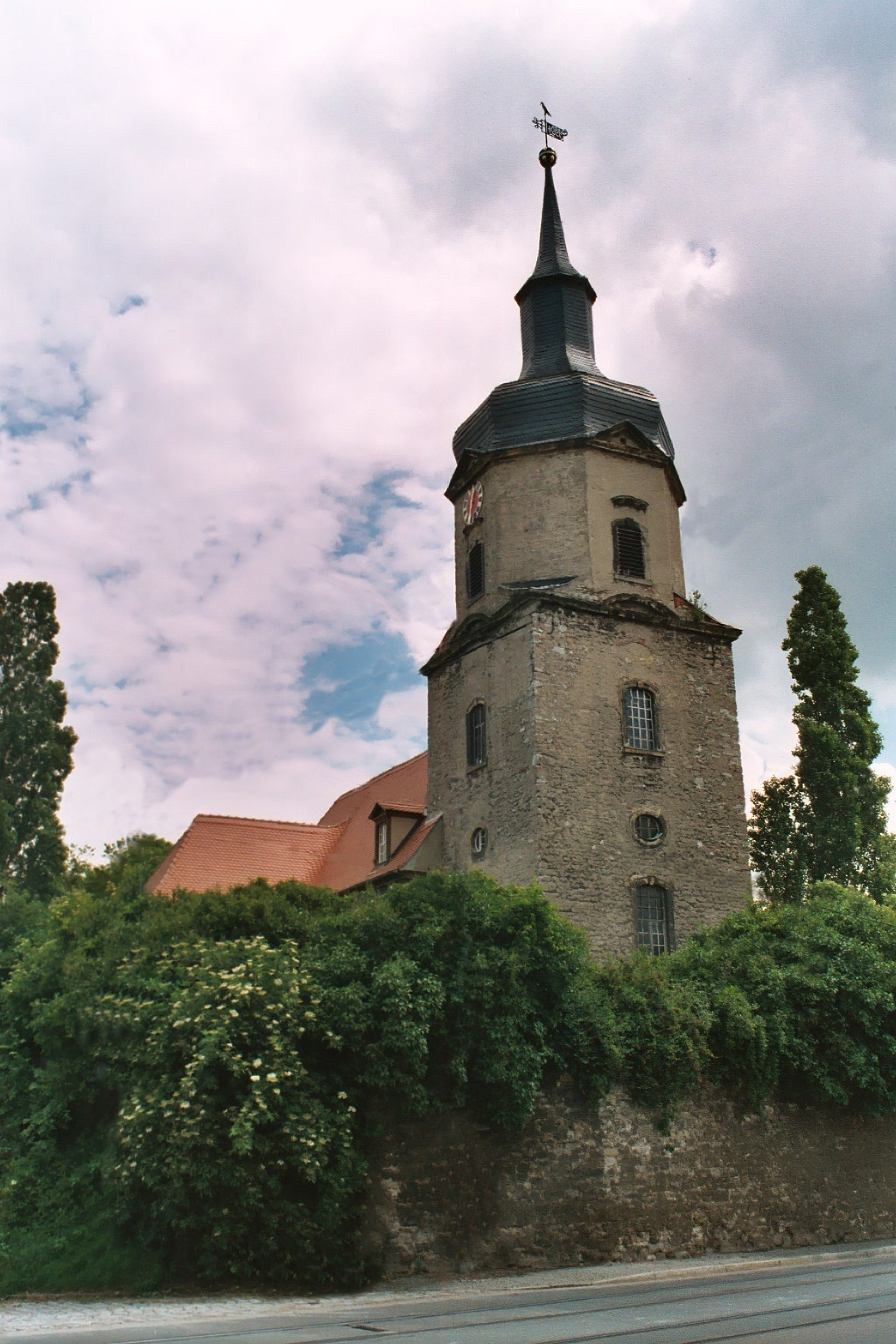
2004

Die Dorfkirche Schkopau ist eine evangelische Kirche in Schkopau in Sachsen-Anhalt. 

## Lage
Die im örtlichen Denkmalverzeichnis eingetragene Kirche befindet sich auf einer Anhöhe in der Mitte des Orts. Östlich der Kirche liegt das Schloss Schkopau. Auf Grund der Nähe von Kirche und Schloss wird die Kirche bisweilen auch als Schlosskirche bezeichnet.

## Architektur und Geschichte
Sie wurde in den Jahren 1732 bis 1734 von Christian und Johann Christian Trothe im Auftrag des Friedrich Dieterich von Trotha gebaut. Es entstand auf einem rechteckigen Grundriss ein barocker Saalbau. 
Der Kirchturm befindet sich auf der Westseite und ist etwas in das Kirchenschiff eingezogen. Der Grundriss des Turms ist quadratisch. Im oberen Teil ist der Kirchturm jedoch achteckig, bekrönt wird er von einer Haube. Zum Kirchenschiff hin ist der Turm mit einem großen Rundbogen geöffnet. In der achteckigen Glockenstube befindet sich ein dreistimmiges Glockengeläut aus Gussstahlglocken mit den Schlagtönen e' – g' – ais'. Sie waren 1923 vom Bochumer Verein gegossen worden, nachdem das vorige Geläut aus Bronze 1917 für die Rüstungsproduktion abgeliefert werden musste. 
Auf der Südseite besteht in einem nur flachen Risalit ein Portal. Oberhalb des Portals ist ein Dreiecksgiebel angeordnet, der von einer Fides-Figur bekrönt wird. Auf der nördlichen Seite der Kirche wurde ein zweigeschossiger Anbau angefügt. Im Erdgeschoss ist die Sakristei, im oberen Stockwerk die Herrschaftsloge untergebracht. Der geschnitzte Prospekt der Herrschaftsloge ist mit einer Datierung auf das Jahr 1734 versehen. Die Loge selbst ist mit zierlich gearbeiteten, linearen Stuckelementen versehen.
Das Kirchenschiff wird von einem Tonnengewölbe überspannt. Es besteht eine Hufeisenempore, die auf der Westseite des Schiffs vorschwingt. Der geschnitzte hohe Kanzelaltar wurde von den Trothes zur Bauzeit geschaffen. Er verfügt über seitliche Durchgänge und ist mit geschwungenen Ornamenten verziert. Südlich an den Kanzelaltar grenzt ein vergitterter Betstand an, über dessen Tür sich ein geschnitzter Aufsatz befindet. Ebenfalls bauzeitlich ist die hölzerne mit einem Lesepultaufsatz versehene Taufe. Der Altar selbst ist ebenfalls geschnitzt, stammt jedoch bereits aus der Zeit um 1510. Im Schrein des Altars befinden sich Maria mit Kind sowie ein Bischof. In den Flügeln sind die heilige Katharina und Maria Magdalena dargestellt. Bilder von Johannes dem Evangelisten und dem heiligen Beatus befinden sich auf den Außenseiten. 1931 erfolgte eine Restaurierung.
Ebenfalls vom Anfang des 16. Jahrhunderts stammt eine in einem Schrein befindliche Pietà.
In der Kirche befindet sich ein Wandgrabmal des 1740 verstorbenen Bauherren der Kirche, Friedrich Dieterich von Trotha. Es wird angenommen, dass Johann Christian Trothe das Grabmal schuf. Das Grabmal besteht aus Sandstein und Marmor. Es ist reich mit figürlichem Schmuck aus Alabaster verziert. Im Mittelteil des Grabmals befindet sich eine von einer Ahnenprobe umgebene Inschriftentafel. Im Umfeld der Tafel sind Figuren von Gerechtigkeit und Unsterblichkeit angeordnet. Darunter auch ein mit Flügeln versehener Kopf des Chronos. Oben befindet sich ein Wappen sowie eine Vase, beides von den Genien des Todes flankiert.
Darüber hinaus befinden sich 1642, 1659 und 1679 entstandene Epitaphe der Familie von Hünicke. Zum Teil sind sie aus Holz in Schildform gestaltet. Ein weiteres Epitaph besteht für den 1679 verstorbenen Christoph Georg von Hünicke und ist aus Alabaster gefertigt sowie mit Ahnenwappen und Engeln versehen. Ein hölzernes mit Schnitzereien verziertes Epitaph erinnert an den 1695 verstorbenen Henning von Natzmer. Es ist mit martialisch wirkenden Attributen versehen.
Die Orgel befindet sich auf der Mittelempore im hinteren Teil der Kirche. Sie wurde 1927 von der Orgelwerkstatt Furtwängler & Hammer als Opus 1023 in den Orgelprospekt der vorigen Orgel von 1734 eingebaut. Sie hat einen Umfang von 14 Registern auf zwei Manualen und Pedal. 2021 wurde das Instrument von Thorsten Zimmermann umfassend restauriert und am 1. Dezember 2021 erneut eingeweiht.